# Accés obert

Open Access PLoS

Es coneix com a accés obert, sovint referint-se al terme en anglès open access o les sigles corresponents OA, a l'accés lliure, immediat i sense restriccions de material digital educatiu o acadèmic, principalment aquell que prové de publicacions de recerca científica especialitzada amb avaluació per experts.
L'accés obert implica que qualsevol usuari amb accés a Internet, en qualsevol moment, pot accedir a un article, llegir-lo, baixar-lo, desar-lo, imprimir-lo, emprar-lo, i fer-ne mineria de dades.
Habitualment els articles en accés obert es troben sota llicències com ara les creative commons.
L'Enciclopèdia Catalana el defineix com a arxiu obert.

## Antecedents
Els moviments de canvi (ja siguin polítics, socials o econòmics) parteixen d'unes experiències pioneres que sorgeixen a partir d'una disconformitat amb el funcionament de la realitat. Aquest nucli inicial es va alimentant d'un malestar latent per, en un moment determinat, encendre's partir d'una espurna externa.

### Les experiències pioneres
Els orígens fundacionals de l'accés obert tenen poc més d'una dècada, tot i que les primeres experiències es troben vint anys enrere. Des de principis de 1990 es coneixen diverses experiències que intentaven gestionar la comunicació científica amb un model diferent al comercial. La plataforma arXiv.org, per emmagatzemar els treballs de recerca dels físics, creada el 1991 per Paul Ginsparg, és el primer i gran referent. Aquest repositori de preprints (originals) en l'àmbit de la física d'altes energies va constituir un exemple que semblava que es podia estendre a tota la ciència. La creació del protocol OAI-PMH el 1999, que facilitava l'intercanvi d'informació entre repositoris, així com el desenvolupament de programari per a la gestió dels arxius d'informació científica (els anomenats repositoris) per part d'usuaris no experts, van constituir notables avenços tecnològics.
Pel que fa a les revistes, els primers títols apareixen al principi de 1990. Uns anys després, el 1997, la National Library of Medicine dels Estats Units va posar Medline, la gran base de dades de medicina, en lliure accés sota la forma de PubMed i que, en 2000 es va crear BioMed Central, editorial de revistes de ciències biomèdiques en accés obert.

### El malestar latent
El neguit es basa en la constatació d'una paradoxa: l'edició cientificotècnica es nodreix del treball de l'acadèmic, de les seves investigacions, dels seus textos, de les seves revisions i, en canvi, aquest mateix investigador que alimenta el sistema, quan vol consultar aquestes mateixes fonts per poder seguir amb la seva feina, està obligat a pagar una plusvàlua que es porta l'editor. Si a això s'hi afegeix que una gran part de la investigació científica està sufragada per fons públics i que el benefici se l'emporten empreses privades, llavors la paradoxa augmenta. Guédon descriu aquesta situació com un mercat «inelàstic», és a dir, amb una demanda totalment captiva, ja que no disposa d'oferta alternativa de continguts. Això facilita que es puguin fixar els preus lliurement pel venedor. Aquest procés de control del mercat es va incrementar després de la Segona Guerra Mundial, quan van aparèixer un gran nombre de revistes científiques i quan va sorgir i va augmentar la influència dels índexs de citacions (citation index) de l'Institute of Scientific Information (actualment Clarivate Analytics).

### L'espurna
El detonant va ser de caràcter econòmic. A la dècada de 1990 els increments de preus de les revistes científiques superaven notòriament la inflació i amenaçaven amb desbordar els pressupostos de les biblioteques (congelats ja llavors). El personal bibliotecari va ser un dels primers col·lectius a denunciar-ho i a reflectir en un estudi aquesta pujada de preus coneguda com la «crisi de les publicacions periòdiques» (serials crisi). Les estadístiques de l'Association of Research Libraries van mostrar com, en el període 1986-2006, l'augment del cost de les subscripcions a revistes acadèmiques va ser d'un 381 per cent, mentre que la inflació no va arribar al 80 per cent (és a dir, un increment quatre vegades superior). Altres estudis paral·lels amb dades de la dècada de 1990 mostren xifres similars, amb increments superiors a cinc vegades la inflació.

### Les reaccions
Una de les primeres accions destacades va ser la carta oberta als editors científics promoguda per PLoS (Public Library of Science) el 2001. La van signar més de 30.000 científics que sol·licitaven als editors acadèmics que deixessin els articles en accés obert a partir dels sis mesos de publicació i que demanava als investigadors que no publiquessin en aquelles revistes que no subscrivissin la declaració. La carta va tenir més impacte social que efectes pràctics, contribuint a la difusió del significat de l'accés obert.
El desembre de 2001 va tenir lloc a Budapest una reunió promoguda per l'Open Society Institute (de l'Open Society Foundation, patrocinada per George Soros) on es va aprovar la Declaració de Budapest (Budapest Open Access Initiative, 2002) que ha definit per primera vegada el accés obert com el lliure accés a través d'Internet a la literatura científica, respectant les lleis de drets d'autor existents, i que va establir les dues estratègies per aconseguir l'accés obert abans comentades: la «via verda» (el dipòsit dels documents en repositoris) i la «via daurada» (la publicació en revistes d'accés obert).
A la Declaració de Bethesda sobre publicacions d'accés obert (2003), a més, s'esmentava l'arxiu immediat dels treballs per facilitar aquest accés en obert. Finalment, en la Declaració de Berlín (2003) es posaven de manifest les grans possibilitats que ofereix internet en la difusió del coneixement, s'avalava el paradigma de l'accés obert, i es recollien els termes de les dues declaracions anteriors. Entre les tres s'han acabat de perfilar les característiques de la iniciativa OA.
Així mateix en 2010, sota els auspicis de FECYT, es va aprovar a Granada la Declaració de l'Alhambra, que conté unes recomanacions i un pla d'actuació per impulsar l'accés obert als països del sud d'Europa.

## La provisió de l'accés obert
En un primer moment el lliure accés es podia proporcionar de dues maneres diferents, a través de l'anomenada «via verda» i a través de la «via daurada». Posteriorment, s'han anat incorporant altres vies d'accés obert amb diverses característiques, com la «via híbrida», la «via bronze», la «via diamant» i l'anomenada «via negra».
Les diverses vies d'accés obert:
- Via daurada: proporciona accés lliure, gratuït i permet de reutilitzar i difondre sense restriccions els articles publicats. Sovint, per publicar documents en aquest tipus de revistes, els autors han de pagar les despeses de publicació, i fan valer els drets d'explotació dels documents a través de les llicències Creative Commons.
- Via verda: on els autors dipositen en un repositori institucional, o en un de temàtic, les versions prèvies dels articles publicats a les revistes de subscripció. La via verda pot implicar algun tipus d’embargament sobre el text dipositat.
- Via híbrida: ofereix als autors la possibilitat de publicar els seus articles en accés obert a través d'un pagament, o bé publicar l'article sense cost per l’autor però cedint els drets d’explotació a l'editorial. En aquestes revistes, hi haurà articles en accés obert al costat d'articles que no es poden consultar si no es paga la corresponent subscripció.
- Via bronze: implica què el text dels articles es pot consultar lliurement, però l'editorial conserva tots els drets d'explotació dels documents. Hi ha accés gratuït però no accés obert perquè no es permet la reutilització del contingut.
- Via diamant: proporciona accés obert, lliure i gratuït, als articles i la possibilitat de reutilització, a través de les llicències Creative Commons, sense cap cost per als autors.
- Via negra: es refereix a la publicació il·legal d'articles amb tots els drets reservats a través de plataformes tipus SciHub, ResearchGate, Academia.edu, o altres de similars.

## Els avantatges
Els avantatges d'aquest nou model són diverses i es poden agrupar en tres grans apartats.

### Comunicació científica
La posada a disposició en accés obert dels resultats d'investigació i de les publicacions científiques suposa una millora notable del funcionament de la comunicació científica, ja que s'incrementa l'ús i impacte dels continguts, es millora la qualitat de la investigació i es poden reduir notablement els costos.

#### Increment de l'ús i de l'impacte
La publicació en accés obert permet arribar a una audiència molt més àmplia amb la qual cosa augmenten no només les consultes (ús) dels textos sinó també el seu impacte i immediatesa. S'han fet molts estudis sobre els avantatges de l'accés obert per a les cites. Steve Lawrence (2001) va ser un dels primers: constatava que els articles més citats de l'àmbit de la informàtica eren ja llavors, de forma molt majoritària, els de lliure accés i online. Harnad (2004) i Hajjem (2005) també van realitzar sengles estudis comparatius similars en diverses disciplines científiques, trobant-se en tots els casos una relació positiva a favor dels articles en accés lliure, tot i que en percentatges diferents segons l'especialitat. És el que s'anomena Open Access Citation Advantage (OACA), els avantatges de l'accés obert per a les cites, que es deriven de l'accessibilitat (obertura) dels articles així com de la ràpida disponibilitat. Wagner (2010) fa un recull d'articles que analitzen la relació de l'accés obert amb l'augment de les cites. En 39 dels estudis es constata un avantatge important mentre que en tan sols 7 d'ells no s'estableix cap correlació entre l'accés obert i factor d'impacte. Alma Swan (2010) disposa d'un estudi similar.

#### Millora de la qualitat de la recerca
Els científics poden avançar de forma més ràpida i àgil en les seves investigacions, ja que disposen d'accés lliure i immediat als avenços dels seus col·legues de tot el món. En reduir-se el període de recepció dels continguts científics s'agilita la transferència de coneixement. El model d'accés obert, per tant, és un dels pilars bàsics per a l'increment quantitatiu i qualitatiu de la recerca i la innovació.
Reducció de costos
Houghton i altres autors van dur a terme un estudi centrat en la identificació i quantificació dels costos i també dels beneficis de tres models de publicació acadèmica: per subscripció, en accés obert i d'autoarxiu en repositoris. Seguint la mateixa metodologia, estudis similars s'han dut a terme en els Països Baixos i Dinamarca. Tots ells convergeixen en el notable estalvi econòmic que la utilització del model d'accés obert suposa per a la ciència.

### A la societat[calcitació]
L'accés obert també genera beneficis directes sobre la societat, que es concreten en tres aspectes:

#### Facilitació de la transferència directa de coneixement a la societat
Els continguts científics tenen interès per als investigadors en particular però a més poden ser útils també a la societat en general.

#### Trencament de les barreres entre països rics i pobres
Les diferències existents entre el primer i el tercer món en la majoria dels àmbits (educació, cultura, tecnologia, etc.) poden reduir al mínim pel que fa a continguts científics si el model d'accés obert arriba a ser predominant. Els científics d'arreu del món tindran a la seva disposició els mateixos continguts, independentment dels recursos econòmics de què disposin per adquirir-los.

#### Visibilitat de la inversió pública en recerca
La investigació és un sector amb poca o baixa visibilitat social. El seu interès i efectivitat són percebuts tan sols per una petita part de la societat, la més propera a aquesta. El fet de poder transferir un producte concret ajudarà a fer més visible el seu valor.

### Reutilització
En tercer lloc, l'accés obert possibilita la reutilització de la informació i de les dades. Els continguts es posen a disposició no només per a la consulta sinó també perquè puguin crear-se productes i serveis derivats. Perquè aquesta reutilització sigui possible és necessari que s'hagin alliberat les barreres legals que s'han comentat al principi del capítol i, d'altra banda, que es compleixin determinades especificacions tècniques per facilitar la interoperabilitat entre productes i sistemes. En qualsevol cas, es tracta d'una faceta amb poca explotació encara però amb molta projecció de futur.

## El lliure accés en termes de participants en la publicació científica

### Els autors i investigadors
Una de les raons principals per les quals els autors permeten que els seus articles de lliure accés, és augmentar l'impacte del seu treball. La publicació de la recerca en accés obert comporta un seguit de beneficis i contrapartides per a l'investigador/a. Amb l'aparició dels formats electrònics alguns d'aquests guanys queden potenciats i d'altres són reinterpretats de manera diferent.

#### Visibilitat
La visibilitat de la recerca és més gran com més difusió té el mitjà a través del qual es fa pública. L'accés electrònic ha fet augmentar la visibilitat dels autors i l'accessibilitat de la recerca publicada a revistes.
L'aparició de servidors d'e-prints ha incrementat les opcions i oportunitats d'accés.

#### Contribuir a temps
La velocitat dels avenços científics i el seu impacte als mercats exigeix que la recerca arribi en poc temps a la comunitat científica. Moltes revistes tenen terminis de publicació molt llargs a causa dels controls de qualitat establerts pels processos d'avaluació per experts (en anglès, peer-review). La publicació a servidors d'e-prints redueix el procés de publicació, però en algunes ocasions la fiabilitat dels continguts no queda prou garantida perquè no hi ha sempre un procés d'avaluació d'experts.

#### Recompensa i reconeixement
Els sistemes d'avaluació de la recerca més habituals es basen en el nombre de publicacions d'un autor, el nombre de citacions que altres autors fan de les seves publicacions i el factor d'impacte de les revistes en què publica. Com a conseqüència les revistes de més difusió augmenten la seva demanda entre els autors que desitgen publicar.

#### Construir comunitats d'interessos
La visibilitat de la recerca, unida a la possibilitat d'establir-hi contactes facilita la creació de xarxes d'investigadors. Sovint l'aparició de noves disciplines porta de la mà l'aparició de noves publicacions. Les revistes constitueixen un espai de debat i d'intercanvi de noves aportacions.

### Els inversors en recerca i les universitats
El prestigi de les universitats i de les institucions d'investigació es mesura, en part, per l'activitat investigadora del seu personal docent i dels seus grups de recerca. Les publicacions dels investigadors i el seu impacte són eines importants per mesurar i avaluar la recerca d'una institució. Les universitats pensen que paguen quatre vegades per la investigació: a) paga el temps de l'investigador perquè faci la recerca; b) paga els laboratoris, equipament, etc., necessaris per a dur a terme la recerca; c) quan la recerca ja està prou elaborada per a ser difosa a la comunitat investigadora, l'autor/a busca on publicar-la i sovint cal pagar perquè una revista científica publiqui els resultats de la investigació, i d) un cop el resultat de la recerca s'ha publicat, les biblioteques, en la seva funció de donar accés als recursos d'informació especialitzats per subscriure les revistes científiques que contenen aquestes investigacions.
Un dels arguments per a l'accés públic a la literatura científica és que la majoria de la recerca pagada amb els diners dels contribuents, per la qual cosa també ha de ser generada a partir d'aquests estudis estan a disposició del públic, mentre que la proporció de la investigació finançada amb fons públics científica difereix àmpliament entre els països - en Austràlia com en el 80% En Suïssa i Japó, només 10%. Com es desprèn dels defensors del lliure accés, s'accelera el procés de recerca, la productivitat i el coneixement. És a dir, cada investigador pot llegir un article, independentment de si té accés a una biblioteca que disposa d'un magatzem on es troba aquest article, que és especialment important en els països en desenvolupament. D'acord amb alguns models econòmics, compartir el coneixement material en lliure accés pot augmentar el benefici econòmic d'invertir en recerca en els diferents països.

### Editors
Els editors comercials són els principals opositors a l'accés lliure. Els models de negoci d'aquestes empreses depenen de les subscripcions i dels pagaments dels autors (encara que alguna revista que lliure també demanen pagaments dels autors per a la seva publicació), per la qual cosa veuen la mesura com una amenaça a la seva existència. L'Associació Americana d'Editors (Association of American Publishers, AAP) va ser fundada el 2007 per l'Associació per a la Integritat de la Recerca en ciència i medicina (Partnership for Research Integrity in Science & Medicine, PRISM), un grup de pressió al govern dels EUA en contra dels requisits legals per a l'accés públic i gratuït als resultats de la investigació finançada. L'organització promou la interpretació que el lliure accés posa en perill la integritat de la ciència enfront de la censura i altres manipulacions i de soscavar la qualitat del procés editorial (especialment l'avaluació per experts, peer-review) que és un element clau de la ciència moderna).
Les condicions per editar sovint comporten la cessió total o parcial dels seus drets d'autor a l'editorial. Aquest fet impossibilita l'autor publicar en un altre mitjà. Això no obstant, en l'actualitat moltes editorials permeten la pràctica de l'autoarxiu, així com la publicació a servidors de preprints o postprints, sempre que sigui sense ànim de lucre. Les editorials posen com a condició als autors l'acompliment d'estrictes especificacions de tractament de textos, imatges i gràfics a les quals els articles s'han d'ajustar. Alguns autors consideren que han passat a assumir unes tasques pròpies dels editors.

### Els usuaris i el públic
Un dels avantatges del lliure accés és per als usuaris en els països en desenvolupament que tenen un accés molt limitat a les revistes científiques. També tenen Beneficis de l'OA els usuaris en els països desenvolupats, ja que les biblioteques no poden proporcionar totes les revistes científiques, la majoria pot oferir només una petita fracció d'aquestes. Un article OA pot ser llegit per qualsevol persona amb accés a Internet - un científic, un usuari professional, periodista, escriptor, polític, o un aficionat (per hobby). En la majoria dels casos, usuaris directes d'articles científics. Abans de l'aparició de lliure accés La comunitat científica ja ha establert formes alternatives per a la difusió de publicacions, incloent el préstec interbibliotecari, i el contacte directe amb l'autor, però aquestes maneres són sovint poc fiables i, en particular en les àrees d'investigació més actives és massa lent. L'accés al material de OA, d'altra banda, és immediat.
Fins i tot aquells que no llegeixen articles científics, es pot gaudir dels beneficis de l'accés obert. Per exemple, l'avantatge del que poden beneficiar-se uns pacients perquè el seu metge i altres treballadors de salut tinguin accés als últims resultats de la investigació, que pot contenir informació important per al seu posterior tractament. Si el públic té accés a la literatura científica, les normes o una organització no governamental que advoca per un canvi legislatiu, això pot ajudar a prendre decisions més informades. En tots els casos, l'accés obert pot contribuir a l'alfabetització científica i el nivell d'educació.

### Les biblioteques i els bibliotecaris
Les Biblioteques pensen que els preus de les revistes científiques augmenten molt per sobre del cost de la vida i les clàusules de les subscripcions a les publicacions de prestigi són abusives i que el model marcat pels grans editors comercials és insostenible i per aquest motiu les biblioteques universitàries han dut a terme diferents accions.
Les biblioteques universitàries s'agrupen en consorcis per tal de comprar paquets d'informació que una institució sola difícilment podria adquirir i pressionar a les grans editorials i negociar millors preus.
El CBUC (Consorci de Biblioteques Universitàries de Catalunya) té per missió la de millorar els serveis bibliotecaris a través de la cooperació. Gràcies a la subscripció consorciada les biblioteques universitàries tenen accés, en millors condicions econòmiques, als paquets editorials més importants de revistes científiques.
Les biblioteques donen suport a la publicació de les revistes de la Universitat i col·laboren en la publicació electrònica de les revistes de la Universitat. l Les biblioteques participen en la creació i gestió de Dipòsits institucionals, per tal d'augmentar la visibilitat de la recerca.
El juliol de 2016, en una jornada d'intercanvi entre el Servei de Biblioteques, Publicacions i Arxius de la Universitat Politècnica de Catalunya i el Centre de Recursos per a l'Aprenentatge i la Investigació de la Universitat de Barcelona, sorgeix la iniciativa de crear l'Observatori de l'accés obert, que té com a objectiu fer un seguiment de l'estat de l'accés obert a les universitats catalanes que hi participen.

## Història del moviment[24]
| 1998 | Es crea SPARC (The Scholarly Publishing and Academic Resource Coalition) amb els objectius de crear un mercat competitiu per a la comunicació científica, reduir el cost de l'adquisició, producció i distribució de revistes i enfortir els drets d'autor. La seva estratègia es basa en crear revistes d'accés obert i gratuït, de les mateixes disciplines d'altres ja establertes, molt cares i editades pels grans editoris comercials. |
| 1999 | Es funda l'OAI (Open Archives Initiative) que desenvolupa i promou estàndards per ajudar a la recuperació de la informació dispersa en diferents dipòsits. |
| 2002 | La BOAI (Budapest Open Access Initiative), promoguda per l'Open Society Institute de Georges Soros, impulsa una declaració adreçada a editors, bibliotecaris i investigadors a favor de l'edició de revistes en accés obert. Més de 5.000 investigadors i 500 institucions de recerca ja han recolzat aquesta iniciativa. |
| 2003 | Manifest realitzat per Rebiun Red de Bibliotecas Universitarias sobre el futur de les publicacions científiques. |
| 2003 | Declaració de BERLIN a favor de l'accés obert al coneixement de les ciències i les humanitats. Més de 100 institucions -entre elles CERN, CNRS i INRA- signen per recolzar aquesta iniciativa. |
| 2004 | Declaració de Washington a favor de l'accés lliure a les revistes científiques: signada per, entre d'altres, l'Association for Research in Vision and Ophtalmology i l'American Society of Plant Biologists. |

## El futur de l'accés obert
Al llarg de la darrera dècada s'ha avançat molt en l'accés obert a les publicacions científiques. Però, més enllà de l'accés a les publicacions, cada vegada més es demanen les dades i els processos que s'han generat en el procés de la recerca per poder-los reproduir.Amb aquest objectiu s'ha iniciat un projecte pilot, Horizon 2020, que pretén fer públiques les dades que es generen o es recullen en un projecte de recerca perquè es puguin reutilitzar.
Actualment el Parlament Europeu està revisant la directiva europea del 2001, on es definien les lleis de propietat intel·lectual. Entre les propostes presentades, hi ha la introducció d'una nova excepció per permetre analitzar un text i extraure’n les idees o les dades. La Declaració de la Haia sobre la cerca i l'extracció de coneixement en l'era digital té com a objectiu millorar l'accés al coneixement eliminant qualsevol barrera que impedeixi la cerca i l'anàlisi.
Per tal de conscienciar la comunitat acadèmica i a la ciutadania en general, es va crear l'anomenada Setmana de l'accés obert, com un esdeveniment anual de difusió del contingut acadèmic centrat en l'accés obert i temes relacionats, que es realitza a escala mundial durant la darrera setmana completa d'octubre en multitud d'ubicacions tant en línia com presencialment.